# Australorzekotka srebrnooka
Australorzekotka srebrnooka (Litoria peronii) – gatunek płaza bezogonowego z podrodziny Pelodryadinae w rodzinie rzekotkowatych (Hylidae). 

## Występowanie
Wschodnia i południowo-wschodnia Australia.